# Забелье (Пустошкинский район)
Забе́лье — деревня в России, в Пустошкинском районе Псковской области. Административный центр Забельской волости.

## География
Деревня и станция расположены на берегу озёра Белое, в 541 км от Москвы, между районным центрами Пустошка и Новосокольники, в двух километрах от федеральной трассы М9 «Балтия».
Железнодорожная станция на линии Москва—Рига.

## Название
Значение гидронима «Забелье» — озеро за болотом. Слово «бель» во многих славянских языках, в диалектах русского Севера и Северо-Запада, в Белоруссии означает «болото», «низменное место»[уточнить]. В Тверской область «бель» также понимается как заболоченный береговой лес.

## Население
| 2002 | 2010 |
| ---- | ---- |
| 135  | ↘93  |

Численность населения деревни по оценке на начало 2001 года составляла 132 жителя.

## Инфраструктура
В деревне есть магазин, почта,дом культуры, школа, сельсовет. В Забелье находится вышка оператора сотовой связи TELE2. МТС, МЕГАФОН и ТЕЛЕ2 работают хорошо.

### Железная дорога
До Забелья можно было добраться из Великих Лук, Новосокольников, Себежа.

### Автобус
4 раза в неделю по понедельникам, средам, пятницам и воскресеньям ходит автобус из Пустошки: утром около 7:00 и днём около 15:00. Обратно — на час позже. Во время учебного года автобус ходит ежедневно, кроме субботы.